# La Chapelle-Saint-André
La Chapelle-Saint-André este o comună în departamentul Nièvre din centrul Franței. În 2009 avea o populație de 337 de locuitori.

## Evoluția populației
| An        | 1975 | 1982 | 1990 | 1999 | 2006 | 2009 |
| --------- | ---- | ---- | ---- | ---- | ---- | ---- |
| Populație | 435  | 386  | 371  | 329  | 338  | 337  |